# Arbin
Arbin este o comună în departamentul Savoie din sud-estul Franței. În 2009 avea o populație de 775 de locuitori.

## Evoluția populației
| An        | 1975 | 1982 | 1990 | 1999 | 2006 | 2009 |
| --------- | ---- | ---- | ---- | ---- | ---- | ---- |
| Populație | 553  | 732  | 815  | 713  | 752  | 775  |